# Ronde van Luxemburg 2019
De 79e editie van de wielerwedstrijd Ronde van Luxemburg werd verreden van 5 tot en met 9 juni 2019 met de start en de finish in Luxemburg. De ronde maakt deel uit van de UCI Europe Tour 2019-kalender. De wedstrijd werd gewonnen door de Spanjaard Jesús Herrada.

## Deelname
Er namen dertien Professional Continental Team en drie continentale teams en een nationale selectie deel.
| Professional Continental Team | Professional Continental Team                                                                           | Continentaal                                                   | Nationale selectie |
| --- | --- | -------------------------------------------------------------- | ------------------ |
| Wanty-Groupe Gobert Euskadi Basque Country-Murias Total Direct Energie Sport Vlaanderen-Baloise Cofidis Delko Marseille Provence Wallonie-Bruxelles | Roompot-Charles Bardiani CSF Corendon-Circus Rally UHC Cycling Riwal-Readynez Cycling Team W52-FC Porto | Leopard Pro Cycling Team Differdange-GeBa Team Lotto-Kern Haus | Luxemburg          |

## Etappe-overzicht
| etappe  | datum  | start             | finish     | type                | afstand  | winnaar            | klassementsleider  |
| ------- | ------ | ----------------- | ---------- | ------------------- | -------- | ------------------ | ------------------ |
| Proloog | 5 juni | Luxemburg         | Luxemburg  | Individuele tijdrit | 2,1 km   | Christophe Laporte | Christophe Laporte |
| 1e      | 6 juni | Luxemburg         | Bascharage | Vlakke rit          | 191,3 km | Christophe Laporte | Christophe Laporte |
| 2e      | 7 juni | Steinfort         | Rosport    | Heuvelrit           | 168,6 km | Pieter Weening     | Christophe Laporte |
| 3e      | 8 juni | Mondorf-les-Bains | Diekirch   | Heuvelrit           | 178,7 km | Jesús Herrada      | Jesús Herrada      |
| 5e      | 9 juni | Mersch            | Luxemburg  | Heuvelrit           | 176 km   | Jesús Herrada      | Jesús Herrada      |

## Klassementenverloop
| Etappe       | Winnaar            | Algemeen klassement · | Puntenklassement ·   | Bergklassement · | Jongerenklassement · | Ploegenklassement · |
| ------------ | ------------------ | --------------------- | -------------------- | ---------------- | -------------------- | ------------------- |
| Proloog      | Christophe Laporte | Christophe Laporte    | Christophe Laporte   | niet uitgereikt  | Piet Allegaert       | Cofidis             |
| 1            | Christophe Laporte | Christophe Laporte    | Christophe Laporte   | Robin Carpenter  | Piet Allegaert       | Cofidis             |
| 2            | Pieter Weening     | Christophe Laporte    | Christophe Laporte   | Robin Carpenter  | Aimé De Gendt        | Cofidis             |
| 3            | Jesús Herrada      | Jesús Herrada         | Eduard-Michael Grosu | Robin Carpenter  | Anthony Turgis       | Roompot-Charles     |
| 4            | Jesús Herrada      | Jesús Herrada         | Jesús Herrada\|      | Robin Carpenter  | Anthony Turgis       | Roompot-Charles     |
| 0Eindstanden | 0Eindstanden       | Jesús Herrada         | Jesús Herrada        | Robin Carpenter  | Anthony Turgis       | Roompot-Charles     |

1935 · 
1936 · 
1937 · 
1938 · 
1939 · 
1940 · 
1941 · 
1942 · 
1943 · 
1944 · 
1945 · 
1946 · 
1947 · 
1948 · 
1949 · 
1950 · 
1951 · 
1952 · 
1953 · 
1954 · 
1955 · 
1956 · 
1957 · 
1958 · 
1959 · 
1960 · 
1961 · 
1962 · 
1963 · 
1964 · 
1965 · 
1966 · 
1967 · 
1968 · 
1969 · 
1970 · 
1971 · 
1972 · 
1973 · 
1974 · 
1975 · 
1976 · 
1977 · 
1978 · 
1979 · 
1980 · 
1981 · 
1982 · 
1983 · 
1984 · 
1985 · 
1986 · 
1987 · 
1988 · 
1989 · 
1990 · 
1991 · 
1992 · 
1993 · 
1994 · 
1995 · 
1996 · 
1997 · 
1998 · 
1999 · 
2000 · 
2001 · 
2002 · 
2003 · 
2004 · 
2005 · 
2006 · 
2007 · 
2008 · 
2009 · 
2010 · 
2011 · 
2012 · 
2013 · 
2014 ·
2015 ·
2016 ·
2017 ·
2018 ·
2019 ·
2020 ·
2021 · 2022 · 2023 · 2024